# كربيد التنجستن

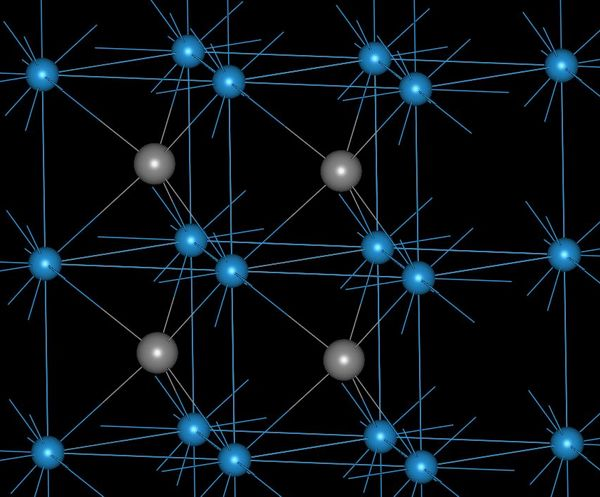
البنية البلورية لكربيد التنجستن - ذرات الكربون بالرمادي.

كربيد التنجستن (الصيغة الكيميائية WC) هو مركب كيميائى لاعضوي يحتوي على عدد ذرات متساوية من التنجستن والكربون وللتبسيط قد يطلق على هذا المركب كربيد، في الحالة الأساسية له يكون مسحوق رصاصي ناعم، ويمكن ضغطه وتشكيله في أشكال للاستخدام في مجال صناعة الآلات الصناعية. كربيد التنجستن أكثر صلابة من الصلب بثلاثة أضعاف ومعامل ينج له حوالي 550 جيجا بسكال. كثافته أكبر من الصلب والتيتانيوم. يمكن تلميعه وصقله باستخدام أدوات مصنوعة من الماس.

## تطبيقات

### تطبيقات صناعية
يستخدم السطح القاطع للسبيكة لتهيئة الأسطح المصنعة من مواد صلبة مثل الصلب الكربوني أو الصلب المقاوم للصدأ. وعند الإنتاج الكمي يستخدم لأنه سيعمل فترات أطول بسبب مقاومته القوية للتآكل ودرجات الحرارة المتولدة عند العمل بسرعات عالية.كما يستخدم كربيد التنجستن في صنع اوعية الطحن الميكانيكي Milling Mechanical حيث يستخدم هذا الوعاء الذي يصنع من كربيد التنجستن في سحق المادة لانتاج مساحيق نانوية تستخدم في تقنية النانو Nano